# عبد الحميد إشراق خاوري
عبد الحميد إشراق خاوَري (11 أكتوبر 1902 – 6 أغسطس 1972) كاتب وشاعر وباحث ديني إيراني. وُلِد في مدينة مشهد خراسان في عائلة مسلمة شيعية إثني عشرية. اعتنق البهائية في عام 1927. وعمل مدرسًا في المدارس البهائية في إيران حتى تم إغلاق هذه المدارس في عام 1934. هو من العلماء البارزين الإيرانيين البهائيين في العصرين الرسولي والتكوين. وقد أعد العديد من المجموعات من الكتابات البهائية، والشروح، والأعمال الدفاعية، والدراسات التاريخية، والترجمات. توفي في طهران. 

## حياته
هو عبد الحميد بن أحمد بن عبد الحسين بن عبد الرحيم بن ميرزا محمد. وُلِدَ في 11 تشرين الأول/ أكتوبر عام 1902 في مدينة مشهد، خُراسان. كان والده عالمًا مسلمًا، ووالدته فاطمة خانم، المُلقبة بـ«حاجية بي بي»، وهي امرأة فاضلة. وكان أجدادها من العلماء الإسلاميين. وعندما بلغ عبد الحميد السابعة من عمره، وَلِما كان عليه من درايةٍ جيدةٍ بآداب العبادة، عُیُّن إمامًا لزملائه في الصف بالمدرسة. حفظ القرآن بعد أن بلغ الثامنة من عمره. تَعلَّمَ الدروس الفارسية والعربية، من صرفٍ ونحو، واكتسب المزيد من المعارف في مدارس مختلفة، كما تتلمذ على يد عبد الجواد الأديب النيسابوري. اطّلع على مؤلّفات أحمد الأحسائي وكاظم الرشتي ومحيي الدين بن عربي. 
أقام مدةً في مدنٍ مختلفةٍ من إيران، حتى وصل إلى مدينة ملاير، حيثُ أقام فيها لأكثر من عامين ونصف. في ملاير، عاشر العلماءَ ورجال الدين والتجار، وأصبح عضوًا في مجلس بلدية المدينة، كما شغل منصبًا في المدارس الحكومية وانشغل بالوعظ والإرشاد. في 1926 تحوّل من الإسلام إلى البهائية أدّى إلى فقدانه للشهرة والمحبة التي كان يتمتّع بهما، ومع ذلك واصل التدريس لفترة من الزمن. وبعد مدّة، اعتزل التدريس، ثمّ وبناءً على توصية من المحفل البهائي، انتقل إلى بُروجِرد، ومنها إلى همدان، حيث باشر التدريس في المدرسة المباركة. ومن أبرز تلامذته في تلك الفترة كان حبيب الله ثابتی. أثناء إقامته الأولى في همدان، تزوّج إشراق خاوري من صدر المُلوك خانم، ابنة مهدي قُلي خان ميرزا موزون، لكن لم يمضِ وقت طويل حتى تُوفيت زوجته نتيجة خطأ طبي ارتكبه الطبيب المعالج. في زيارته الثانية إلى همدان، إشراق خاوري تزوّج مرة ثانية من شوكت خانم، ابنة رضا قُلي ميرزا، وواصل عمله في مجال التبليغ والتدريس في همدان حتى عام 1935. 
ذهب لزيارة شوقي أفندي، الذي كلّفه بالسفر إلى السليمانية ليتولى التبليغ بين الأكراد السنة. وفي عام 1936، ذهب إلى السليمانية، ونظّم عدة لقاءات مع زعماء أهل السنة في تكية مولانا خالد. لكنه لم يُستقبل بحفاوة. ثم ذهب إلى الموصل وبعدها إلى بغداد، وقد استغرقت هذه المهمة أربعة أشهر.  بأمر من شوقي أفندي، استدعاه المحفل البهائي إلى طهران، كما أصدرت الحكومة العراقية قراراً بطرده. في طهران، انشغل بتربية وتعليم مجموعة من الشباب البهائيين. وسافر إلى مدن مختلفة لنشر الدين. في عام 1957، سافر إلى باكستان، والهند، وسنغافورة، وإندونيسيا، وشارك في مؤتمرات تلك البلدان. دعاه أيادي الأمر إلى إمارات الخليج ومن هناك سافر إلى أوروبا، حيث التقى بمحافل بريطانيا وألمانيا. ثم شارك في مؤتمر باليرمو في إيطاليا، ومن هناك ذهب إلى فلسطين.
ألف قصائد أثناء فترة إسلامه، لكنه أتلفها بعد إيمانه بالبهائية. أما القصائد التي نظمها بعد أن أصبح بهائيًا، فهي باللغتين الفارسية والعربية. وكان تخلصه أحيانًا "إشراق خاوري" وأحيانًا "إشراق".
في عام 1960، ذهب إلى طهران بأمر من المحفل الوطني، واتخذها مقرًّا لإقامته. توفي عبد الحميد إشراق خاوري في 6 أغسطس 1972 في طهران.. صدرت كتاب "إشراق خاوري، الحياة، الآثار والذكريات" من تأليف صالح مولوي نجاد في عام 2009.

## آثاره
من مؤلفاته بالفارسية والعربية:
- أذكار المقربين
- مائدۀ آسمانی
- آثار قلم اعلی
- پیام ملكوت
- رحيق مختوم
- قاموس ایقان
- اسرار ربانی
- گنجینۀ حدود و احكام
- نورين و نيرين
- تقویم تاریخ امر
- درج لئالی هدایت
- محاضرات
- اقدام الفلاح
- رسالۀ ایام تسعه
- گنج شایگان
- رسالۀ بهاءالله و پیغامش
- تبیان و برهان
- دلیل و ارشاد
- مطالع الأنوار
- تاریخ امری همدان